# Microanálise
A microanálise, análise elementar ou análise centesimal é um procedimento químico para se descobrir quais são os elementos constituintes de uma determinada molécula e sua proporção. Através desse procedimento determina-se a fórmula bruta de compostos orgânicos.
Através da pirólise de um determinado composto que contenha O, C, S, N e H principalmente, e da análise dos gases resultantes de sua decomposição (óxidos de N, SO2, CO2 e H2O), podemos saber a sua composição percentual em massa destes elementos. Por exemplo a molécula do CH4 teria 75% de carbono em massa e 25% de H, uma molécula de etanol tem por fórmula bruta C2H6O o que dá 34,7% de O, 52,1 % de C e 13 % de H.
Esta é uma técnica destrutiva, as amostras são destruídas durante as análises. Também é chamada de análise elementar ou análise centesimal.